# EyeHateGod/Diskografie
Diese Diskografie ist eine Übersicht über die musikalischen Werke der US-amerikanischen Sludge-Band EyeHateGod.

## Alben

### Studioalben
| Jahr | Titel                         | Höchstplatzierung, Gesamtwochen, AuszeichnungChartplatzierungen (Jahr, Titel, Platzierungen, Wochen, Auszeichnungen, Anmerkungen) | Höchstplatzierung, Gesamtwochen, AuszeichnungChartplatzierungen (Jahr, Titel, Platzierungen, Wochen, Auszeichnungen, Anmerkungen) | Höchstplatzierung, Gesamtwochen, AuszeichnungChartplatzierungen (Jahr, Titel, Platzierungen, Wochen, Auszeichnungen, Anmerkungen) | Anmerkungen |
| Jahr | Titel                         | DE | CH | US | Anmerkungen |
| ---- | ----------------------------- | --- | --- | --- | --- |
| 1990 | In the Name of Suffering      | — | — | — | Erstveröffentlichung: 1990 über Intellectual Convulsion.                                                                   |
| 1993 | Take as Needed for Pain       | — | — | — | Erstveröffentlichung: 22. November 1993 über Century Media Platz 14 der Top 100 Doom Metal Albums of all Times des Decibel |
| 1996 | Dopesick                      | — | — | — | Erstveröffentlichung: 2. April 1996 über Century Media Platz 74 der Top 100 Doom Metal Albums of all Times des Decibel     |
| 2000 | Confederacy of Ruined Lives   | — | — | — | Erstveröffentlichung: 19. September 2000 über Century Media                                                                |
| 2014 | EyeHateGod                    | — | — | US92 (1 Wo.)US | Erstveröffentlichung: 23. Mai 2014 über Century Media und Housecore Records                                                |
| 2021 | A History of Nomadic Behavior | DE33 (2 Wo.)DE | CH96 (1 Wo.)CH | — | Erstveröffentlichung: 12. März 2021 über Century Media, Daymare Recordings und Birth Ritual Records                        |

### Livealben
- 2001: 10 Years of Abuse (and Still Broke) (Century Media)

### Kompilationen
- 2000: Southern Discomfort (Century Media)
- 2005: Preaching the “End-Time” Message (Emetic Records)

### Tributealben
- 2007: For the Sick (Emetic Records)

### Demos
- 1989: Garden Dwarf Woman Driver (Selbstverlag)
- 1990: Lack of Almost Everything (Selbstverlag)

## Singles
- 1994: Ruptured Heart Theory (Bovine Records)
- 2004: 99 Miles of Bad Road (2+2=5)
- 2012: New Orleans is the New Vietnam (A389 Records)
- 2014: The Liar’s Psalm (Decibel/Century Media)

## Splits
- 1994: EyeHateGod/13 I (Mit 13, Ax/ction Records)
- 1995: EyeHateGod/13 II (Mit 13, Slap A Ham Records)
- 1997: In these Black Days Vol.1 (Mit Anal Cunt, Hydra Head Records)
- 2002: The Age of Bootcamp (Mit Soilent Green, Incision Records)
- 2004: I Am the Gestapo (Mit Cripple Bastards, Southern Lord)
- 2015: Eyehategod/Psycho (Mit Psycho, F.O.A.D. Records)
- 2016: Eyehategod/Bl’ast (Mit Bl’ast, Rise Records)

## Videoalben und Musikvideos

### Videoalben
- 2004: Live in Tokyo (Press Pause Media/Cassettes)
- 2011: Live (MVD, auf dem Videoalbum Live sind weitere Musikvideos erhalten. Diese von Fans erstellten und ursprünglich bei YouTube präsentierten Musikvideos wurden zu den Stücken Anxiety Hangover, Age of Bootcamp und Southern Discomfort gedreht. Sie sind jedoch nicht im Ursprung Musikvideos der Band.)

### Musikvideos
- 2014: Medicine Noose

## Boxsets
- 2015: Original Album Collection (Century Media)

## Statistik

### Chartauswertung
|                     | DE    | CH    | US    |
| ------------------- | ----- | ----- | ----- |
| Nummer-eins-Alben   | DE—DE | CH—CH | US—US |
| Top-10-Alben        | DE—DE | CH—CH | US—US |
| Alben in den Charts | DE1DE | CH1CH | US1US |